# 道の駅あまるべ
道の駅あまるべ（みちのえき あまるべ）は、兵庫県美方郡香美町香住区余部にある国道178号の道の駅である。

## 概要
西日本旅客鉄道（JR西日本）山陰本線の餘部駅および余部橋梁の真下に位置している。

## 施設
駅舎は船小屋をイメージした外観となっている。
- 駐車場（第1駐車場・第2駐車場）
  - 普通車：52台（15台[1]・37台）[3]
  - 大型車：4台（2台[1]・2台）[3]
  - 身障者用：1台（1台[1]・なし）[3]
- トイレ
  - 男性：6器（大 2器、小 4器）[1]
  - 女性：6器[1]
  - 身障者用：1器[1]
- 余部村魚菜店（特産物直売所、9:00 - 18:00・7月および8月は9:00 - 19:00）[2][3]
  - 食事コーナー（11:00 - 15:00）[3]
  - 余部橋梁の展示コーナー[2][6][8]

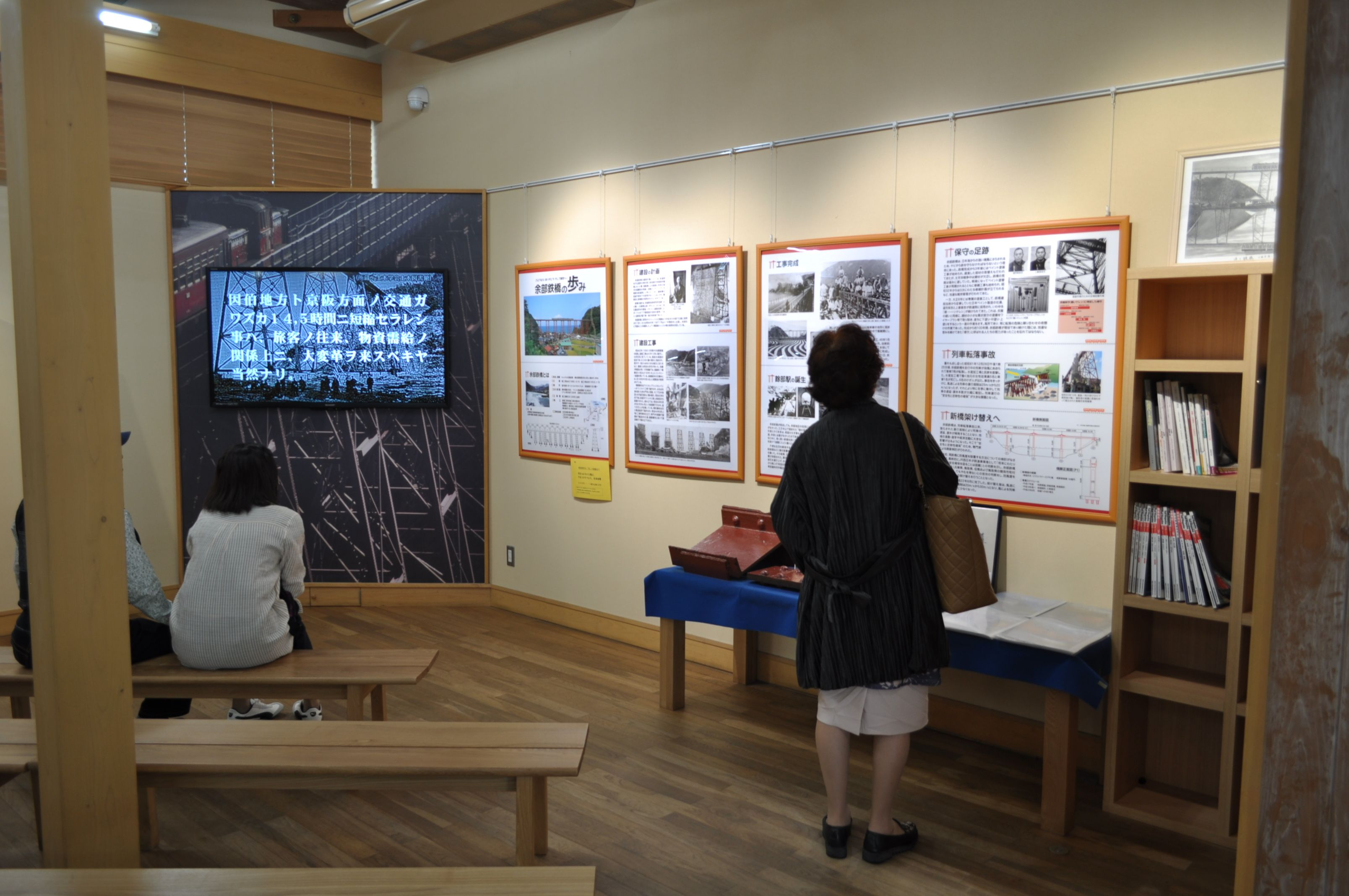
展示コーナー（2015年9月10日撮影）
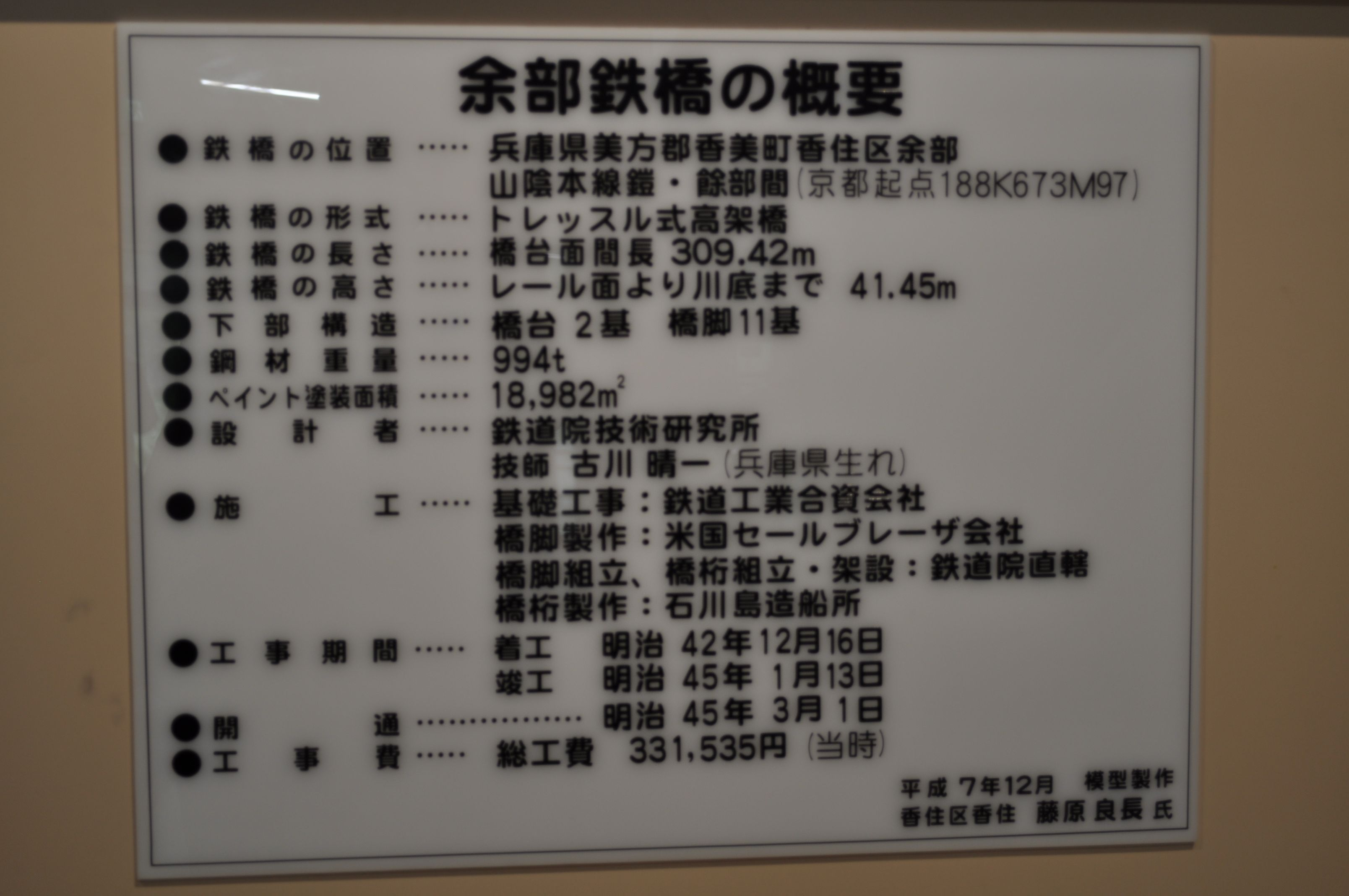
余部鉄橋の概要（2015年9月10日撮影）
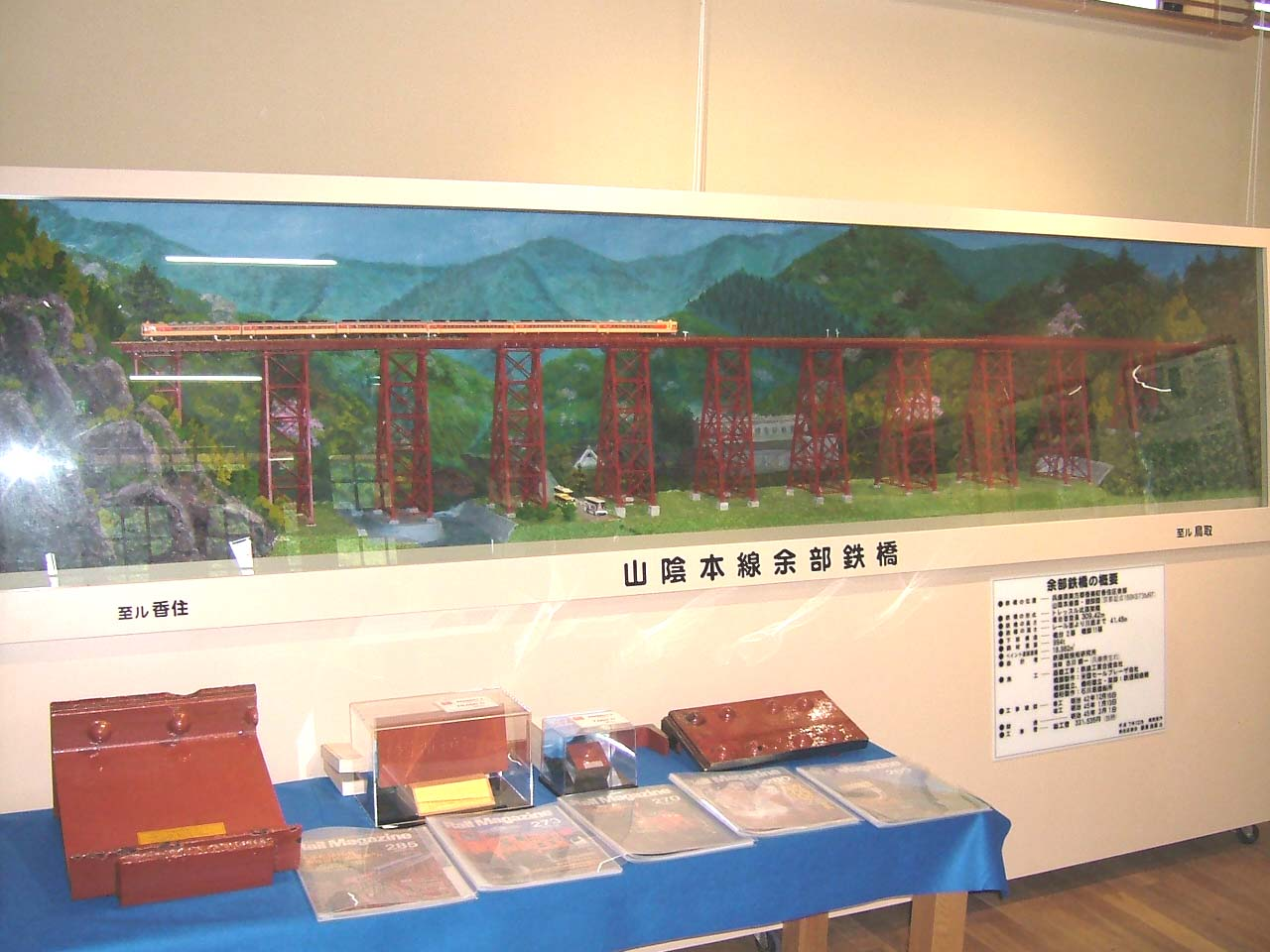
旧鉄橋模型

### 管理団体
- 設置者：香美町
- 指定管理者：あまるべ振興会[7][9]

## 休館日
- 年中無休[3]

## アクセス
- 国道178号（余部支線） - 登録路線

自動車
- E9 山陰近畿自動車道 余部ICより約2分。

公共交通機関
- JR西日本山陰本線 餘部駅下車。

開駅当初は同駅より徒歩約10分かかっていたが、2017年（平成29年）にエレベーターが設置されたことで数分ほどで行き来できるようになった。

## 周辺
- 余部鉄橋「空の駅」[4][6][7][8]
- 香美町立余部小学校[7]
- 一滴亭（隣接）

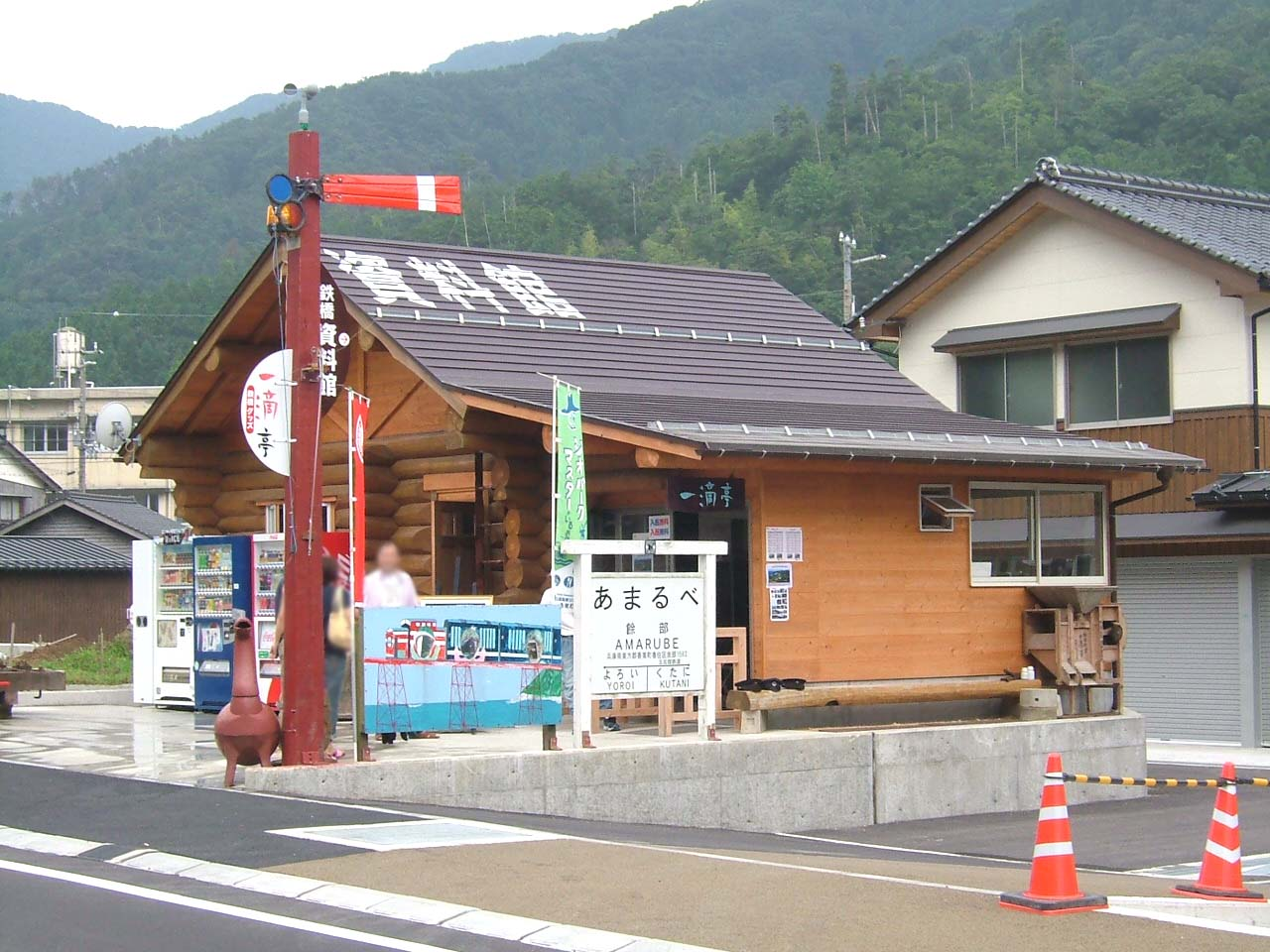
一滴亭（鉄橋資料館、グッズ販売）道の駅開設前からあり、記念スタンプが設置されている